# Savine Moucheron
Savine Moucheron (Bergen, 17 mei 1977) is een Belgisch politica voor het cdH, sinds maart 2022 Les Engagés genaamd, en voormalig lid van het Waals Parlement.

## Levensloop
Zij is de nicht van Georges Moucheron, politiek journalist bij de RTBF.
Van 2001 tot 2006 was Moucheron verantwoordelijk voor de jongerenafdeling Gezondheid van de Christelijke Mutualiteiten in Mons-Borinage, waarna zij van 2006 tot 2009 op het kabinet van toenmalig minister van de Franse Gemeenschap Catherine Fonck werkte.
Sinds 2006 is zij gemeenteraadslid van Bergen, waar ze van mei 2016 tot december 2018 schepen was. Tevens was ze van 2011 tot 2016 en van 2018 tot 2019 lid van het Waals Parlement ter vervanging van Carlo Di Antonio, waardoor ze automatisch ook in het Parlement van de Franse Gemeenschap zetelde. Tijdens haar ambtstermijn als schepen werd ze als parlementslid vervangen door Pascal Baurain.
Bij de verkiezingen van 2019 stond Moucheron als tweede opvolgster op de cdH-lijst voor het Europees Parlement. Na haar parlementaire loopbaan werd ze business developer bij opleidingscentrum Technocité.